# Habsburg–Estei Miksa főherceg
Habsburg–Estei Miksa József főherceg (Erzherzog Maximilian Joseph von Österreich–Este) (Modena; 1782. július 14. – Ebenzweier Kastély, Altmünster am Traunsee; 1863. június 1.), osztrák főherceg, magyar és cseh királyi herceg, Mária Terézia császárné unokája, császári tüzértábornok, erődítési szakértő, 1835–63-ig a Német Lovagrend Nagymestere.

## Élete

### Származása, testvérei
A Habsburg–Lotaringiai-ház Este–Modenai ágából származó Miksa főherceg Modenában született 1782. július 14-én. Édesapja Ferdinánd Károly Antal osztrák főherceg (1754–1806) volt, I. (Lotaringiai) Ferenc német-római császár és Mária Terézia császárné fia, Lombardia főkormányzója, II. József császár öccse.
Édesanyja Estei Mária Beatrix modenai hercegnő (Principessa Maria Beatrice Ricciarda d'Este, duchessa di Modena, 1750–1829) volt, III. Herkules Regináld (Ercole III. Rinaldo d’Este) hercegnek, Modena és Reggio Hercegség trónörökösének, 1780-tól III. Herkules néven Modena utolsó Este-házi uralkodó hercegének és a Cybo–Malaspina családból származó Mária Terézia hercegnőnek (1725–1790), 1731 óta Massa és Carrara Hercegség uralkodó hercegnőjének egyetlen élő leánya, az Este-ház utolsó tagja, és a Este hercegi birtokok örököse.
A szülők 1771-ben kötött házasságukkal megalapították a Habsburg–Lotaringiai-ház Este–Modenai mellékágát Haus von Österreich-Este). 10 gyermekük született, címük szerint Habsburg–Estei főhercegek és főhercegnők), heten érték meg a felnőttkort:
- József Ferenc főherceg (*/† 1772), születésekor meghalt.
- Mária Terézia Johanna főhercegnő (1773–1832), aki I. Viktor Emánuel szárd–piemonti királyhoz ment feleségül.
- Jozefina főhercegnő (1775–1776) kisgyermekként meghalt.
- Mária Leopoldina főhercegnő (1776–1848), aki Károly Tivadar (Theodor) pfalzi és bajor választófejedelemhez, majd Ludwig von Arco grófhoz ment feleségül.
- Ferenc főherceg (1779–1846), 1814–1846-ig IV. Ferenc néven Modena uralkodó hercege , aki Savoyai Mária Beatrix Viktória szárd királyi hercegnőt vette feleségül.
- Ferdinánd Károly József főherceg (1781–1850), a napóleoni háborúkban a császári hadak főparancsnoka, 1830-tól Galícia főkormányzója
- Miksa József főherceg (1782–1863)
- Mária Antónia főhercegnő (1784–1786), kisgyermekkorban meghalt.
- Károly Ambrus főherceg (1785–1809) magyar hercegprímás, 1808-tól esztergomi érsek.
- Mária Ludovika Beatrix főhercegnő (1787–1816), aki I. Ferenc osztrák császár harmadik felesége lett.

### Ifjúsága, pályakezdése
Ifjó éveit Monzában töltötte, ahová szülei a Bonaparte tábornok elleni első koalíciós háború idején az Itáliába benyomuló francia csapatok elől menekülni kényszerültek. Átmeneti veronai, pádovai, trieszti és Laibachi (ma: Ljubljana) tartózkodás után az elűzött modenai hercegi család végül az alsó-ausztriai Bécsújhelyen telepedett le.
Miksa főherceg 1801-ben belépett a Német Lovagrendbe. Ugyanebben az évben jelentős vagyont örökölt elhunyt nagybátyjától, Miksa Ferenc főhercegtől, a volt kölni választófejedelemtől, a Német Lovagrend 53. nagymesterétől. 1804-ben a Rend lovagjává ütötték. Ugyanebben az időben elvégezte a bécsújhelyi Mária Terézia Katonai Akadémiát (Theresianische Militärakademie). 1805-ben vezérőrnaggyá nevezték ki.
1809-ben Miksa császári tábornokként harcolt Németországban, az ötödik koalíciós háborúban, a franciák ellen. A Regensburgnál elszenvedett csatavesztés során csapatával fedezte az osztrák seregek visszavonulását. Linz városánál földsáncokat kellett volna emelnie, hogy a várost védhetővé tegye, de ezt a rendelkezésére álló kevés idő miatt nem tudta végrehajtani. Ez a kudarc arra indította, hogy később – már tüzérségi dandártábornoki rangban – korszerű védműveket terveztessen a Habsburg Birodalom stratégiailag fontos pontjaira. Terveiből azonban csak a linzi erődtornyok rendszere valósult meg (Turmbefestigung Linz).

### A napóleoni háborúk után

A Német Lovagrend nagymesterének címere (Hochmeisterkreuz)

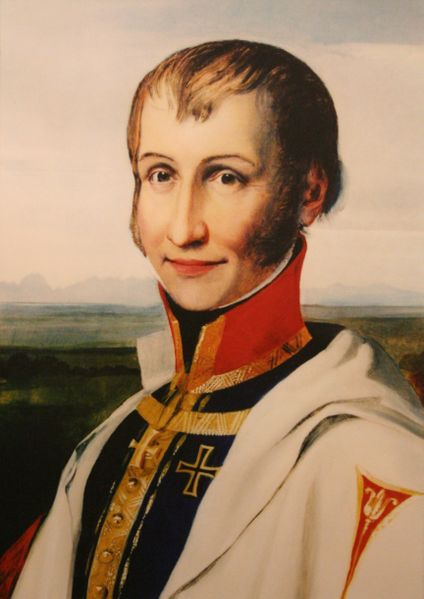
Miksa József főherceg, lovagrendi nagymester

1830-ban a főherceg megvásárolta az Ebenzweier kastélyt, Altmünster közelében, a Traunsee mellett, Gmundentől délnyugatra. 1831–39 között Miksa József két házat is vásárolt Linzben, hogy figyelemmel kísérhesse az erődvonal építését.
Antal Viktor főherceg 1835-ben bekövetkezett halála után Miksa főherceget választották meg a Német Lovagrend 56. Nagymesterének (Hoch- und Deutschmeister des Deutschen Ritterordens).
Az új nagymester jól szolgálta a Lovagrend ügyét. Sikerült növelnie az új jelentkezők (novíciusok) számát. Más szerzetesrendeket is támogatott jelentős pénzjuttatásokkal, vagy tárgyi szolgáltatásokkal, így a jezsuitákat, az Irgalmasrendi Nővéreket, a Megváltás Rendjét (redemptoristákat). Segítette az 1845-ös alapítású, szegényeket gyámolító új apácarendet, a Szent Ferenc Nővéreket (Armen-Schwestern vom Heiligen Franziskus). Iskolákat és kórházakat is segített, de támogatott több helybéli munkást és kézművest, termékeik rendszeres felvásárlásával, hogy üzemeiket ne kelljen bezárniuk.
Az ebenzweieri kastélyt 1842-ben átépítette és két épületszárnnyal kibővítette, nagymesterhez méltó, impozáns székhellyé tette. A lovagi fogadalma szerint nőtlenül élő nagymester mélyen hívő ember volt, buzgón gyakorolta vallását. Számos alapítványt tett, jószolgálati tevékenységet folytatott. Többek között azt tervezte, hogy a felső-ausztriai Puchheim kastélyát jelentős vallási központtá építi ki, amely messze vidékekről is odavonzaná a hívőket, és nagyságának fényét az egész országra kisugározná.
1858-ban kénytelen volt tudomásul venni, hogy a hadügyminisztérium felhagyott a linzi erődrendszer további építésével. Ennek ellenére kidolgozott egy tervet Bécs városának erődítésére, azonban ebből is csak egy bástyatorony épült meg próbaképpen (Rothneusiedl-nél).
1863. március 23-án Miksa főherceget vízibetegség támadta meg, amelynek következtében június 1-jén otthonában, az ebenzweieri kastélyban meghalt. Az altmünsteri temetőben helyezték végső nyugalomra. Utódja a Német Lovagrend nagymesteri székében Vilmos Ferenc Károly főherceg lett.

## Művei
- Maximilian-Josef von Österreich-Este: Versuch eines Kriegssystems des österreichischen Kaiserstaates, 1855.